# Gunungteges
Gunungteges is een bestuurslaag in het regentschap Purworejo van de provincie Midden-Java, Indonesië. Gunungteges telt 522 inwoners (volkstelling 2010).